# Agrotis chimaera
Agrotis chimaera là một loài bướm đêm trong họ Noctuidae.